# Pierre Wuilleumier
Pierre Wuilleumier (* 1. Januar 1904 in Paris; † 20. November 1979 ebenda) war ein französischer Klassischer Philologe, Althistoriker und Archäologe.

## Leben
Pierre Wuilleumier studierte Klassische Philologie und Altertumswissenschaft an der École normale supérieure. Nach seiner Promotion vertiefte er seine Studien von 1926 bis 1929 an der École française de Rome. Ab 1930 lehrte er als Dozent an der Universität Lyon. Gemeinsam mit Amable Audin leitete er 1940 die Ausgrabung des antiken Theaters im Bezirk Fourvière (Lyon). 1947 leitete er die Ausgrabung des mutmaßlichen Kybele-Heiligtums in Lyon. 1950 wurde er zum Professor der Lateinischen Literatur und Sprache ernannt. 1952 wechselte er an die Sorbonne in Paris.
Wuilleumier war als Philologe und Archäologe gleichermaßen tätig. Er veröffentlichte kommentierte, zweisprachige Textausgaben (lateinisch-französisch) zu Cicero und Tacitus und beschäftigte sich mit der Geschichte und den antiken Monumenten Galliens, insbesondere der Region Lyon, für die er von 1941 bis 1954 als archäologischer Sachverständiger zuständig war. Sein besonderer Forschungsschwerpunkt war die Religionsgeschichte des antiken Galliens. Er verfasste Monografien, Aufsätze, Rezensionen und Lexikonartikel, unter anderem für Paulys Realenzyklopädie der klassischen Altertumswissenschaft (RE) und den Kleinen Pauly (KlP).
Wuilleumier war Mitglied der Société historique, archéologique et littéraire de Lyon (ab 1934) und korrespondierendes Mitglied des Deutschen Archäologischen Instituts.

## Schriften (Auswahl)
- Le trésor de Tarente (Collection Edmond de Rothschild). Paris 1930
- Tarente. Des origines à la conquête romaine. Paris 1939
- Ciceron. Caton l’Ancien (de la vieillesse). Paris 1940. 2. Auflage 1960
- mit Jean Déniau, Jules Formigé, E.-L. Albrand: Le cloître de Saint-André-le-Bas à Vienne. Lyon 1947
- Lyon. Metropole des Gaules. Paris 1953
- Inscriptions Latines des trois Gaules. Paris 1963 (Gallia. Supplementband 17)
- Tacite, Annales. Vier Bände, Paris 1974–1978
- mit Henri Le Bonniec und Joseph Hellegouarc’h: Tacite, Histoires. Drei Bände, Paris 1987–1992